# Liste des plus vieux édifices du Québec
Cet article présente la liste des plus vieux édifices du Québec, au Canada.
La première vague de colonisation européenne au XVIIe siècle est composée des colons de Normandie, qui fondent la ville de Québec en 1608 et y érigent les premières fondations, telle que l'Habitation en bois construit par Samuel de Champlain. Malgré la création d’autres colonies importantes dans la Nouvelle-France au XVIIe siècle, notamment Trois-Rivières en 1634 et Montréal en 1642, il n’y a seulement que quelques bâtiments du XVIIe siècle qui survivent encore à l'extérieur de la région de la Capitale-Nationale. Par conséquent, les bâtiments les plus anciens qui restent encore debout au Québec se trouvent fortement dans et autour de la ville de Québec. Tous ces bâtiments datent du régime français et sont protégés au titre des monuments historiques en vertu de la loi appliquée par le ministère de la Culture et des Communications.

Cette liste regroupe les bâtiments bâtis avant 1750 encore existants aujourd'hui :
| Édifice                                                   | Construit | Ville                             | Commanditaire                                               | Notes | Image |
| --------------------------------------------------------- | --------- | --------------------------------- | ----------------------------------------------------------- | --- | ----- |
| Monastère de l'Hôpital général de Québec                  | 1620      | Notre-Dame-des-Anges              | Jean-Baptiste de Saint-Vallier (pour la rénovation de 1679) | Le premier bâtiment date de 1620 et fut rénové de nombreuses fois au courant de son histoire, dont en 1673, 1679 et 1684. |       |
| Monastère des Ursulines de Québec                         | 1642      | Québec                            |                                                             | Le premier bâtiment date de 1642 et fut rénové de nombreuses fois au courant de son histoire, dont en 1650 et en 1686. À noter que la maison de Mme de la Peltrie, adjacente, a été démolie au XIXe siècle. Le musée des Ursulines se trouve actuellement sur ses ruines. Comme n'importe quel des monastères de cette liste, il y a plusieurs bâtiments qui se sont ajoutés de nombreuses fois du XVIIIe siècle a nos jours. |       |
| Monastère de l'Hôtel-Dieu de Québec                       | 1644      | Québec                            |                                                             | Bien que la fondation de l'hôpital remonte à 1639, le bâtiment change de lieu souvent avant de s'établir sur le site qu'on lui connaît aujourd'hui en 1644. Presque entièrement reconstruit en 1695-1696, il est ensuite entièrement rénové en 1757 après un incendie qui a ravagé le lieu deux ans plus tôt. De nombreuses rénovations et constructions ont lieu entre le début du XIXe et le milieu du XXe siècle.          |       |
| Basilique-cathédrale Notre-Dame de Québec                 | 1647      | Québec                            | Gaspard-Joseph Chaussegros de Léry, Jean Baillairgé         | Le premier bâtiment date de 1647, mais fut rénové de nombreuses fois au courant de son histoire, dont en 1749, 1766, 1771, 1844 et 1930. |       |
| Maison du Duc-de-Kent                                     | 1648      | Québec                            |                                                             | |       |
| Manoir Boucher-De Niverville                              | 1668      | Trois-Rivières                    |                                                             | |       |
| Moulin Poulin                                             | 1668      | Sainte-Famille-de-l'île-d'Orléans |                                                             | |       |
| Maison LeBer-LeMoyne                                      | 1669      | Montréal (Lachine)                | Jacques Le Ber, Charles Le Moyne                            | |       |
| Maison Pierre-Marcoux                                     | 1670      | Québec                            |                                                             | |       |
| Chapelle Notre-Dame-des-Anges                             | 1671      | Notre-Dame-des-Anges              |                                                             | Il s'agit du plus vieux lieu de culte au Canada ayant conservé ses dimensions et ses murs d'origine. |       |
| Maison Laberge                                            | 1674      | L'Ange-Gardien                    |                                                             | |       |
| Moulin à vent de Grondines                                | 1674      | Deschambault-Grondines            |                                                             | |       |
| Maison François-Jacquet-dit-Langevin                      | 1675      | Québec                            | François-Jacquet-dit-Langevin                               | |       |
| Séminaire de Québec                                       | 1675      | Québec                            | François de Laval                                           | |       |
| Poudrière                                                 | 1676      | Desbiens                          |                                                             | |       |
| Maison Médéric-Blouin                                     | 1677      | Saint-Jean-De-L'Île-d'Orléans     |                                                             | |       |
| Manoir de Charleville                                     | 1677      | Boischatel                        |                                                             | |       |
| Maison Morisset                                           | 1678      | Sainte-Famille                    |                                                             | Aussi appelé "La Brimbale", elle est réputée pour être la plus ancienne maison en pierre du Québec et aurait servi aux troupes anglaises en 1759, ce qui explique qu'elle n'ait pas été détruite comme la majorité des maisons de l'Île d'Orléans à l'époque. |       |
| Bâtiment des Récollets de l'Hôpital Général de Québec     | 1680      | Notre-Dame-des-Anges              | Jean-Baptiste de Saint-Vallier                              | |       |
| Maison Gagnon                                             | 1680      | Saint-Famille                     |                                                             | Aussi appelée Maison l'Âtre, du nom du restaurant de cuisine traditionnelle régionale québécoise qui est en activité durant trois décennies. |       |
| Maison Louis-Jolliet                                      | 1683      | Québec                            | Louis Jolliet                                               | Construit par l'architecte Claude Baillif pour Louis-Jolliet, le premier explorateur canadien qui a notamment remonté le Mississippi. Il y vécut jusqu'à sa mort, avant d'accueillir depuis 1879 le funiculaire du Vieux-Québec. |       |
| Maison Frérot                                             | 1683      | Québec                            | Jean                                                        | Elle fait partie de la Maison Jean-Baptiste Chevalier, ensemble de quatre bâtiments dont la maison Frérot est la plus ancienne maison à laquelle on a accolé plusieurs maisons autour de 1750. |       |
| Maison Auclair-L'Heureux                                  | 1684      | Québec                            |                                                             | Il s'agit d'un des tout premiers bâtiments construits sur le territoire de Charlesbourg |       |
| Maison Hazeur                                             | 1684      | Québec                            |                                                             | |       |
| Tours du fort des Messieurs de Saint-Sulpice              | 1684      | Montréal                          |                                                             | |       |
| Vieux Séminaire de Saint-Sulpice                          | 1684      | Montréal                          | Société de Saint-Sulpice                                    | |       |
| 9 - 15 Rue Sainte-Anne                                    | 1684      | Sainte-Anne-De-Bellevue           |                                                             | |       |
| Notre-Dame-des-Victoires                                  | 1687      | Québec                            |                                                             | Il s'agit de la plus vieille église du Canada ayant conservé ses murs et ses dimensions d'origine. Elle est construite sur les fondations de la maison de Samuel de Champlain. |       |
| Maison Michel-Dubuc                                       | 1690      | Longueuil                         |                                                             | Plus vieille maison de Longueuil encore debout, elle a été édifiée par le maître maçon et maître couvreur Michel Dubuc, un des 16 pionniers de Longueuil choisis par le seigneur Charles Le Moyne. Elle est une des deux dernières maisons du Régime Français à Longueuil, et a notamment servi de résidence d’été au frère Marie-Victorin entre 1924 et 1969.                                                                |       |
| Maison Jacques-Morin                                      | 1690      | Dorval                            |                                                             | La maison originale a été construite vers 1674, et reconstruite en 1690 après un incendie. |       |
| Maison Émile-Picard                                       | 1690      | Saint-François-de-l'Île-d'Orléans |                                                             | |       |
| Maison Forget                                             | 1694      | Laval                             |                                                             | |       |
| Ancien hôpital général de Montréal                        | 1694      | Montréal                          |                                                             | |       |
| 3511, chemin Royal                                        | 1694      | Saint-François-de-L'Île-d'Orléans |                                                             | |       |
| Maison Saint-Gabriel                                      | 1698      | Montréal                          | Marguerite Bourgeoys                                        | Comme cette maison de ferme était au cœur des activités agricoles et éducatives de la Congrégation de Notre-Dame, elle se distingue des autres maisons rurales par ses deux étages au lieu d’un et présentait une composition symétrique. La charpente du toit est d’origine et date de 1698. |       |
| Maison Sanfaçon                                           | 1698      | Québec                            |                                                             | Une des toutes premières maisons de Lebourgneuf, situé au 290 boulevard Louis-XIV. Elle est voisine de la Maison Beaumont-Lefebvre, 1773, classée immeuble patrimonial par le gouvernement du Québec. |       |
| Monastère des Ursulines de Trois-Rivières                 | 1699      | Trois-Rivières                    | Ursulines                                                   | |       |
| Maison des Jésuites de Sillery                            | 1702      | Québec                            |                                                             | Reconstruit à l'identique après l'incendie du premier bâtiment qui datait de 1643, ce qui en faisait l'un des plus vieux de la Nouvelle-France. |       |
| 260 Grande Côte Ouest                                     | 1704      | Lanoraie                          |                                                             | Le plus vieux bâtiment de la MRC D'Autray et parmi les plus vieux entre Montréal et Trois-Rivières. |       |
| Château Ramezay                                           | 1705      | Montréal                          | Claude de Ramezay                                           | Premier édifice classé monument historique par le gouvernement du Québec en 1929, il sert aujourd'hui de musée. |       |
| 5430 boulevard Saint-Joseph                               | 1710      | Dorval                            |                                                             | |       |
| Maison Pierre-Morrisset                                   | 1717      | Cap-Santé                         |                                                             | |       |
| Maison Quesnel                                            | 1720      | Dorval                            |                                                             | |       |
| Petit Sanctuaine de Notre-Dame-du-Cap                     | 1720      | Trois-Rivières                    |                                                             | Une des plus anciennes églises en pierre encore debout au Canada. |       |
| Maison Pierre-Mourier                                     | 1723      | Saint-Jean-de-l'Île-d'Orléans     |                                                             | |       |
| Maison Pinard                                             | 1723      | Nicolet                           |                                                             | |       |
| Maison des Jésuites                                       | 1724      | Québec                            |                                                             | Aussi appelée Maison Charles-Guillemin ou Maison Delage, du nom des deux premiers propriétaires, on y retrouve des vestiges de murs datant de la première maison, soit 1684. |       |
| 169-175, rue Saint-Paul                                   | 1725      | Québec                            |                                                             | |       |
| Église de la Purification-de-la-Bienheureuse-Vierge-Marie | 1725      | Repentigny                        |                                                             | |       |
| Moulins du Parc-nature de l'Île-de-la-Visitation          | 1726      | Montréal                          |                                                             | |       |
| Maison Quintal dite Quesnel                               | 1727      | Boucherville                      |                                                             | Maison construite dans l'esprit français avant d'être entièrement modifiée en 1887 dans un esprit éclectique victorien. |       |
| Maison Bouchard                                           | 1728      | L'Isle-aux-Coudres                |                                                             | |       |
| 987 Grande Côte Ouest                                     | 1730      | Lanoraie                          |                                                             | |       |
| Maison Christin dit Saint-Amour                           | 1732      | Montréal                          |                                                             | Ancienne ferme qui compte pour l'un des deux plus vieux bâtiments de Rivière-des-Prairies—Pointe-aux-Trembles avec la Maison Beaudry. |       |
| Maison Beaudry                                            | 1732      | Montréal                          |                                                             | Tout comme la Maison Christin dit Saint-Amour, la Maison Beaudry est considéré comme le vieux bâtiment de Rivière-des-Prairies—Pointe-aux-Trembles |       |
| Greenwood                                                 | 1732      | Hudson                            |                                                             | Maison qui a appartenu à la même famille pendant 5 générations, avant d'être donné à la Ville d'Hudson. Le Greenwood Centre for Living History organise aujourd'hui des exposaitions. |       |
| Manoir Mauvide-Genest                                     | 1734      | Saint-Jean-de-l'Île-d'Orléans     |                                                             | Classé Lieu historique national en 1993 |       |
| Maison Campagna                                           | 1734      | Saint-François-de-l'Île-D'Orléans |                                                             | |       |
| 2 Croissant Elliot                                        | 1734      | Dorval                            |                                                             | |       |
| Maison Basille-Sauvé                                      | 1735      | Montréal                          |                                                             | |       |
| Maison Charbonneau                                        | 1736      | Laval                             |                                                             | |       |
| Domaine des Pauvres                                       | 1739      | Saint-Augustin-de-Desmaures       |                                                             | La maison ancestrale (226, rang des Mines) appartient au domaine des pauvres, un lieu classé historique puisqu'il est témoin de l'époque où les Augustines opéraient le site dès le XVIIIe siècle. |       |
| Maison Hurtubise                                          | 1739      | Westmount                         |                                                             | Plus vieille maison de Westmount. |       |
| Maison Morrisseau                                         | 1740      | Repentigny                        |                                                             | Elle est sans doute la plus ancienne maison de pierre de Repentigny. Acquise par le seigneur Normand, il la fait agrandir pour lui donner le statut de manoir seigneurial. |       |
| Maison Bordeleau                                          | 1742      | Neuville                          |                                                             | |       |
| Moulin des Jésuites                                       | 1742      | Québec                            |                                                             | La ville de Québec en est aujourd'hui propriétaire et le moulin abrite aujourd'hui un centre d'interprétation historique. |       |
| Maison Jean-Émile Ouellet                                 | 1742      | Saint-Jean-Port-Joli              |                                                             | On peut aussi l'appeler Maison Dupont-Ouellet, du fait que ce serait le premier Dupont qui l'aurait bâtie. |       |
| Maison Rocheleau                                          | 1742      | Trois-Rivières                    |                                                             | |       |
| Site historique des Récollets                             | 1742      | Trois-Rivières                    |                                                             | Les Récollets se sont installés sur ce lieu sous l'égide de Monseigneur Laval. 1742 est la date de création du couvent, joint par une chapelle en 1754 |       |
| Maison Joseph-Labelle                                     | 1743      | Laval                             |                                                             | |       |
| Maison Malhiot                                            | 1744      | Boucherville                      |                                                             | |       |
| Maison Deschamps                                          | 1744      | Repentigny                        |                                                             | |       |
| Maison Lamontagne                                         | 1744      | Rimouski                          |                                                             | |       |
| Maison Raymond-Ferron                                     | 1745      | Yamachiche                        |                                                             | Plus vieux bâtiment du Maskinongé, restaurée et lambrissée de briques en 1850. |       |
| Maison Déziel dit Labrèche                                | 1748      | Repentigny                        |                                                             | |       |
| Maison François-Dagenais père                             | 1750      | Montréal                          |                                                             | Aussi appelée Maison Boudreau dit Graveline, un des plus vieux bâtiments encore existants de Sault-aux-Récollets |       |
| Maison Routhier                                           | 1755      | Sainte-Foy                        |                                                             | |       |

## Bâtiments reconstruits à l'identique après 1750
Souvent construits en bois et passés aux flammes, détruits par la guerre de 1759 (alors que les anglais ont brûlé une grande partie de la région de Québec, notamment avec l'Incendie de la Côte-Du-Sud) ou encore abandonnés pendant plusieurs années, de nombreux bâtiments ancestraux que l'on peut voir aujourd'hui ont été rebâtis à l'identique du modèle d'origine, parfois même sur les fondations du premier bâtiment et avec certaines pierres d'origines.
Une des opérations les plus spectaculaires a été la restauration presque totale de la Place Royale par le gouvernement du Québec des années 1970. Laissée à elle-même à la suite de l'essor de la révolution industrielle et la perte de fonction de place centrale du commerce au Québec, la Place Royale a été entièrement reconstruite pour "la création dans le Vieux-Québec d'un patrimoine canadien-français auquel les Québécois pussent s'identifier".
Ce tableau recense des bâtiments construits après 1750 qui reprend en partie l'architecture et les éléments de bâtiments construits avant cette date.
| Édifice                  | Ville                  | Date de première construction | Date de la reconstruction | Notes                                                                                                  | Image |
| ------------------------ | ---------------------- | ----------------------------- | ------------------------- | --- | ----- |
| Maison Delisle           | Deschambault-Grondines | 1648                          | 1765                      | Brûlée en 1759                                                                                         |       |
| Maison Amiot             | Québec                 | 1679                          | 1975                      | En ruine, remise à niveau lors de la restauration de la Place Royale                                   |       |
| Maison Chavigny-Gosselin | Québec                 | 1676                          | 1974                      | En ruine, remise à niveau lors de la restauration de la Place Royale                                   |       |
| Maison Louis-Fornel      | Québec                 | 1683                          | 1962                      | Utilisation des vestiges des caves voûtées pour lui donner son apparence de 1779.                      |       |
| Maison Maheu-Couillard   | Québec                 | 1683                          | 1974                      | Ensemble restauré lors des grands travaux de la Place Royale.                                          |       |
| Manoir de Tonnancour     | Trois-Rivières         | 1725                          | 1795                      | Une première demeure plus ancienne partiellement détruite par un incendie a laissée place à ce manoir. |       |